# Ferjencsik Sámuel
Ferjencsik Sámuel (Ózólyom, 1793. december 4. – Jolsva, 1855. július 28.) evangélikus lelkész, gömöri főesperes, teológiai doktor.

## Élete
A jolsvai időjós néven országszerte ismert volt. Atyja előkelő polgár volt; középiskoláit Besztercebányán, Selmecbányán és Pozsonyban végezte. 1816. október 4-étől a jénai egyetem hallgatója volt, ahol a teologiát és a természettudományokat, különösen az ásványtant tanulta, az ottani mineralógiai társaság tagja és a magyar ifjúság titkára volt. Itt találkozott Knebel báró házában Goethével, aki gitárjátékáért megkedvelte, s társalgás közben kikérdezte őt Magyarországról, többszöri látogatásra kérte, és tőle kapta az első ösztönzést az ásványtan és időjóslás tanulmányozására. Amikor elváltak, Goethe megajándékozta őt Hermann és Dorothea című művével, saját kezűleg bejegyzett ajánlással. 1818-ban tért vissza hazájába, s Lovich Ádám püspök mellett volt káplán Besztercebányán, majd 1820–1827-ig szügyi lelkész. 1827-ben Jolsvára ment papnak, ahol egyháza és az iskola ügyeiben fáradozott; háromszor járult a király elé, hogy egyháza számára segélyt kérjen. Összeköttetésbe lépett a Gusztáv-Adolf-egylettel, és ennek figyelmébe ajánlotta a magyarországi elszegényedett egyházközségeket. 1851-ben a tiszai egyházkerület által kiküldve megjelent annak hamburgi és 1852-ben wiesbadeni gyűlésén. Jolsván nagy területű gyümölcsöse volt, amelyet rendezettségére és fajválasztékosságára nézve az egész országban mintaszerűnek ismertek el. Nemcsak a fanemesítést, de a gyümölcs különféle kikészítését és értékesítését is nagyban gyakorolta. Kolerában hunyt el.

## Művei
- Pamęti gelšawské a muranské. Pest, 1829. (a jolsvai tűzvész alkalmából mondott egyházi beszéde Jolsva s Murány történetével).
- Duchownj řeč při přjležitosti Konwentu celéhovel. Braterstwj Gemérského r. 1830. dne 12. Měsíce Máge, držaná we Chrámě Welho-Polemském. Pest, 1830.
- Duchownj řeč při přjležitosti uwodu dwogjctihodného muže Samuele Tomasskja do cjrkwe evangelické chyžanské r. 1833. w nedeli I. p. S. Trogici. Pest.
- Reč oltařnj při založenj veže chámowé w cjrkwi ew. Gelssawské. Pest. 1833.
- Duchowny řeč při poswěcenj chrámu cjrkwe ewangelické ratkowské roku 1838 w neděli VI. po s trogici… Pest, 1838.
- Duchownj řeč v. den památky poswěcenj chrámu cjrkwe ewangelické Gelssawské r. 1839. w nedeli XIX. po S. Trogici. Pest, 1839.
- Rec oltarnj při Poswěcenj obnohowéno chrámu cjrkwe ewangelické Kamenánské r. 1840 w nedéli XVIII. po sw. trogici drzana. Pest, 1840 (a 2–7. sz. Egyházi s alkalmi beszédek).
- Ideen für die künftige Gesetzgebung der Protestanten in Ungarn. Wien. 1851 (a maga idején sokat emlegetett munka).
- Hátrahagyott kézirataiból a Rozsnyói Hiradó (1890. 21. sz.) A murányi vár rövid történetét közölte.

Több cikket írt a magyarországi ág. evangélikus egyház állapotáról a németországi lapokba és a Protestantische Jahrbücher-be (II. 1855. Sexty und Blaho.) Meteorológiai cikkei és időjóslásai az 1850-es években általánosan elterjedtek a hazai lapokban, így a M. Hírlapban (1852. 679. 680. Időjárás 1851-ben); írt a Budapesti Hírlapba is (1853. 185–188. sz. Magyarország orvosi állapotai).